# Francesco De Zulian
Francesco De Zulian, all'anagrafe Dezulian Francesco (Predazzo, 29 agosto 1908 – Predazzo, 27 dicembre 1979), è stato un fondista italiano.

## Biografia
Nato nel 1908 a Predazzo, in Trentino, a 23 anni partecipò ai Giochi olimpici di Lake Placid 1932, non terminando la 50 km.
Ai campionati italiani vinse 2 bronzi nella 50 km nel 1931 e 1935 e 2 ori nella 18 km nel 1930 e 1933.